# Johann Friedrich Engel

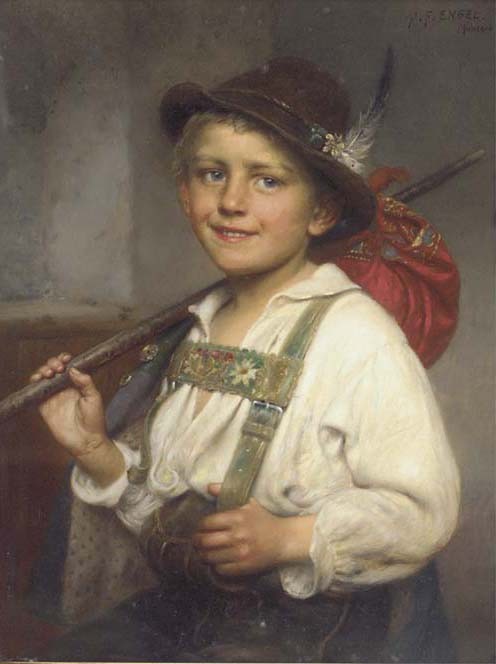
Kinderporträt

Johann Friedrich Engel (auch John Fred Engel, * 24. April 1844 in Bernkastel an der Mosel; † 2. März 1921 in München) war ein deutscher Maler, der auch in den Vereinigten Staaten tätig war.
Mit seinen Eltern kam er im Alter von acht Jahren 1852 in die Vereinigten Staaten und wohnte in Albany im Staate New York.
Den ersten Malunterricht erteilte ihm ein in den Vereinigten Staaten ansässiger französischer Maler.
Danach kam er nach Deutschland zurück und studierte ab 1861 an der Düsseldorfer Kunstakademie und ab dem 18. Januar 1862 in der Antikenklasse der Königlichen Akademie der Künste in München. Nach dem Studium kehrte er in die Vereinigten Staaten zurück und wurde als Porträt- und Genremaler tätig.
Im Jahre 1873 entschloss er sich, in das Land seiner Eltern umzusiedeln und wurde in München ansässig. Er malte reihenweise traditionelle bayerische Trachtenbilder und Genreszenen. Im Jahre 1910 schuf er drei Bilder mit allegorischen Darstellungen von Jahreszeiten.